# Roy Hamilton (album)
Roy Hamilton è un album dell'omonimo cantante statunitense, pubblicato dalla casa discografica Epic Records nel febbraio del 1956 .

## Tracce

### LP (1956, Epic Records, LN 3176)
Lato A
1. Without a Song – 2:50 (testo: Billy Rose, Edward Eliscu – musica: Vincent Youmans)
2. Cuban Love Song – 2:36 (testo: Dorothy Fields – musica: Jimmy McHugh, Herbert Stothart)
3. Trees – 2:44 (testo: Joyce Kilmer – musica: Oscar Rasbach)
4. A Little Voice – 2:22 (Roy Hamilton)
5. Misty Valley – 2:28 (testo: Mitchell Parish – musica: Peter Yorke)
6. Take Me with You – 2:32 (testo: Hal David – musica: Leon Carr)

Lato B
1. Since I Fell for You – 2:41 (Buddy Johnson)
2. All This Is Mine (To Have and Hold) – 2:48 (testo: Irving Reid – musica: Johnny Richards)
3. If You Are But a Dream – 2:14 (testo: Moe Jaffe, Jack Fulton, Nat Bonx – musica: Anton Rubinstein) – Adattameno musicale della melodia dell'opera di Anton Rubinstein Romance in E Flat, Op. 44, No. 1
4. My Own Beloved – 2:38 (Al Jacobs, Roger Mandell (Abe Olman))
5. If Each One Would Teach One – 2:09 (Buddy Kaye, Jules Loman)
6. Because – 2:39 (Guy d'Hardelot; adatt. testo in inglese di Edward Teschemacher)

## Tracce

### CD (2001, Collectables Records, COL-CD-6650)
1. Without a Song – 2:50 (testo: Billy Rose, Edward Eliscu – musica: Vincent Youmans)
2. Cuban Love Song – 2:36 (testo: Dorothy Fields – musica: Jimmy McHugh, Herbert Stothart)
3. Trees – 2:44 (testo: Joyce Kilmer – musica: Oscar Rasbach)
4. A Little Voice – 2:22 (Roy Hamilton)
5. Misty Valley – 2:28 (testo: Mitchell Parish – musica: Peter Yorke)
6. Take Me with You – 2:32 (testo: Hal David – musica: Leon Carr)
7. Since I Fell for You – 2:41 (Buddy Johnson)
8. All This Is Mine (To Have and Hold) – 2:48 (testo: Irving Reid – musica: Johnny Richards)
9. If You Are But a Dream – 2:14 (testo: Moe Jaffe, Jack Fulton, Nat Bonx – musica: Anton Rubinstein)
10. My Own Beloved – 2:38 (Al Jacobs, Roger Mandell (Abe Olman))
11. If Each One Would Teach One – 2:09 (Buddy Kaye, Jules Loman)
12. Because – 2:39 (Guy d'Hardelot; adatt. testo in inglese di Edward Teschemacher)
13. Everybody Got a Home – 3:26 (testo: Oscar Hammerstein II – musica: Richard Rodgers) – Traccia bonus
14. There We Were – 2:23 (Testo e adattamento musicale di Dick Manning) – Traccia bonus - Basata su Moonlight Sonata di Beethoven
15. The Right to Love – 2:15 (Ben Raleigh, Don Wolf) – Traccia bonus
16. (All of a Sudden) My Heart Sings – 2:38 (testo: Adattamento testo in inglese di Harold Rome – musica: Henri Laurent Herpin) – Traccia bonus

## Musicisti
- Roy Hamilton – voce
- Owen Byron Masingill – direttore d'orchestra

### Produzione
- Bill Hughes – foto copertina album originale[4]